# Pavel Vinogradov (rymdfarare)
Pavel Vladimirovitj Vinogradov (ryska: Павел Владимирович Виноградов), född 31 augusti 1953 är en rysk rymdfarare. Han har gjort en långtidsflygning på rymdstationen Mir och två på rymdstationen ISS.

## Rymdfärder
- Sojuz TM-26
- Sojuz TMA-8, Expedition 13
- Sojuz TMA-08M, Expedition 35/36